# Häxprocessen i Gloppen
Den Häxprocess som ägde rum i Gloppen i Sunnfjord och Nordfjord i Norge 1663–1664 var en av södra Norges största dokumenterade häxprocesser. Den resulterade i sju avrättningar. Norges häxprocesser är i övrigt bäst dokumenterade i Nordnorge. Den resulterade i sju avrättningar. 

## Fallet
År 1663 ställdes ett stort antal personer av båda könen inför rätta för trolldom i Henden i Gloppen. De anklagades för att ha deltagit i en häxsabbat hos Satan. 
Det mest kända offret för denna häxprocess var Britte Veiteberg. Ragnhild Myklebust påstod sig ha sett Britte Veiteberg närvara vid ett möte med Satan på fjället Vore vid sankt Hans-natten 1662. Veiteberg utpekade i sin tur ytterligare 19 personer för att ha närvarat vid samma sabbat. Sju personer avrättades för trolldom i denna häxprocess. 

## Eftermäle
Det var en av Norges sista stora häxprocesser. Häxprocessen i Rendalen 1671 och häxprocessen i Sunnmøre följde 1679-83, varefter Norges häxprocesser minskade till mindre mål som bara gällde en person och dödsstraffen minskade, innan alla trolldomsmål sinade efter 1730. 
År 2002 restes ett monument till minne av de sju offren för häxprocessen i Gloppen utfört av Stig Eikaas, “Heksekonen”, som var det första monumentet över häxprocesserna i Norge.